# Holaptilon
Holaptilon — рід богомолів з родини Mantidae. Три його види поширені на Близькому Сході, в Ірані та на південному сході Туреччини.

## Опис
Дрібні безкрилі богомоли. Голова товста й широка, ширша за передньоспинку. Фасеткові очі кулясті, прості  вічка дуже дрібні, відалені  одне від одного. Антени тонкі, в самців вкриті короткими війками. Тазики передніх ніг довші за передньоспинку. Передні стегна товсті. Перший членик задньої лапки коротший, ніж інші членики сумарно. Церки короткі.

## Види
- Holaptilon brevipugilis Kolnegari, 2018
- Holaptilon pusillulum Beier, 1964
- Holaptilon yagmur Yilmaz & Sevgili, 2023